# Boris Karloff
Pour l’article ayant un titre homophone, voir Boris Karlov.
William Henry Pratt, dit Boris Karloff, né le 23 novembre 1887 à Dulwich (près de Londres) et mort le 2 février 1969 à Midhurst (Sussex), est un acteur britannique, principalement connu pour avoir incarné le monstre de Frankenstein dans le film classique Frankenstein (1931). 
Ce 82e film de sa carrière l'établit en effet comme une icône du cinéma d'horreur, Boris Karloff reprenant ensuite ce rôle dans les films La Fiancée de Frankenstein (1935) et Le Fils de Frankenstein (1939). Karloff a aussi incarné le personnage d'Imhotep dans le film La Momie (1932), et a doublé le personnage du Grinch (en) dans l'émission spéciale animée Comment le Grinch a volé Noël ! du Dr. Seuss en 1966, ce qui lui valut un Grammy Award.
Outre ses nombreux rôles au cinéma (174 films), Karloff a joué dans de nombreuses pièces de théâtre et fait des apparitions également dans des dizaines d'émissions de radio et de télévision. 
Il a été honoré deux fois sur le Hollywood Walk of Fame, avec une étoile pour son parcours au cinéma et une autre pour la télévision.

## Biographie

### Origines
William Henry Pratt est le dernier-né d'une famille de neuf enfants, après sept garçons et une fille. Son père travaillait à l'administration consulaire de l'Inde anglaise. Quand ses parents meurent alors qu'il est enfant, William est élevé par sa fratrie. Il est aussi le petit-neveu d’Anna Leonowens, préceptrice des enfants du roi de Siam.[réf. nécessaire]
C'est en 1909 qu'il décide de changer de nom pour Boris Karloff, alors qu'il se rend en train chez l'imprésario Walter Kelly à Seattle. Selon ses dires, le patronyme Karloff serait lié à la famille de sa mère, tandis que le prénom Boris aurait été choisi pour son côté exotique.

### Carrière

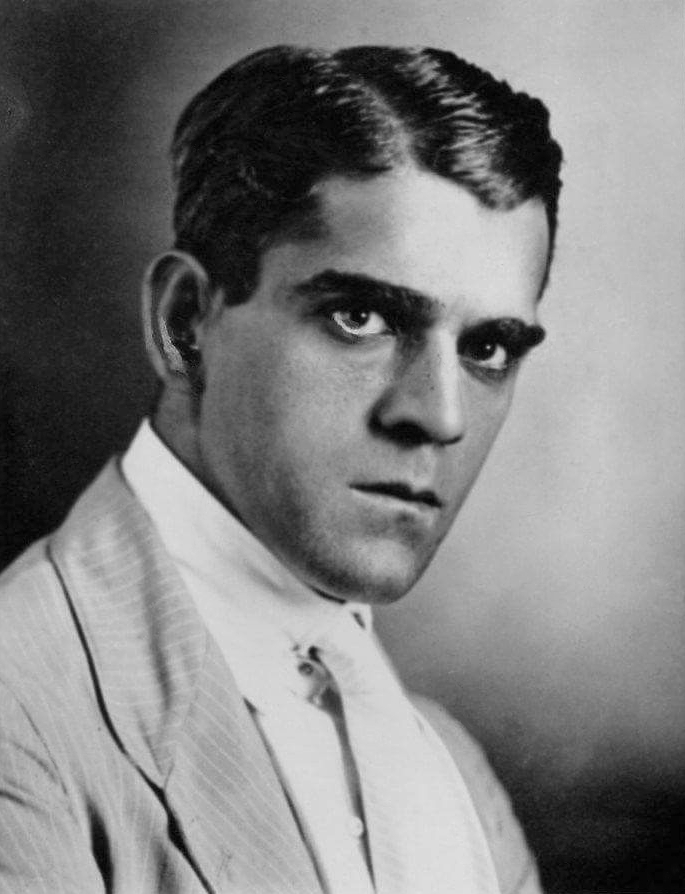
Boris Karloff en 1913.

Émigré au Canada, comme ouvrier agricole, Boris Karloff met du temps à percer à l'écran. À partir de 1916, il commence à faire de la figuration et entame finalement sa carrière d'acteur à partir de 1919.
En 1931, il finit par se faire remarquer en jouant dans le film Le Code criminel d'Howard Hawks. C'est cette même année que James Whale et le maquilleur Jack Pierce inventent le masque de Frankenstein qui collera à Karloff toute sa vie.
Il devient ainsi un célèbre acteur de films d'épouvante et fantastiques américains. Karloff joue dans de nombreux films, et c'est le rôle de la créature de Frankenstein qui le rend célèbre en 1931, dans le film du même nom réalisé par James Whale, dans lequel il n'est pourtant mentionné au générique que par un point d'interrogation. Qu'importe : le public adore.

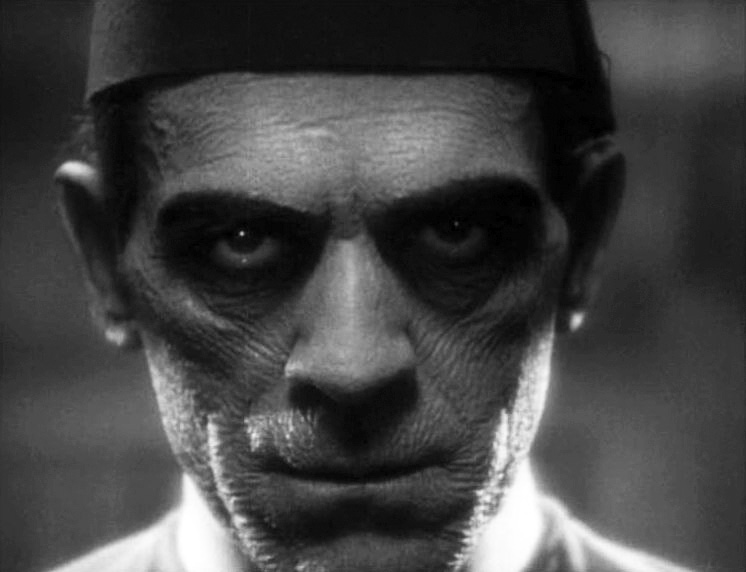
Boris Karloff dans La Momie (1932).

Acteur définitivement marqué par ce personnage hors normes auquel un visage anguleux et sévère convenait parfaitement, presque toute sa carrière sera consacrée aux personnages inquiétants, parfois dotés de pouvoirs surnaturels ou maléfiques. Dans cette perspective, il interprétera un nombre impressionnant de docteurs et professeurs aux pratiques bien peu conventionnelles.

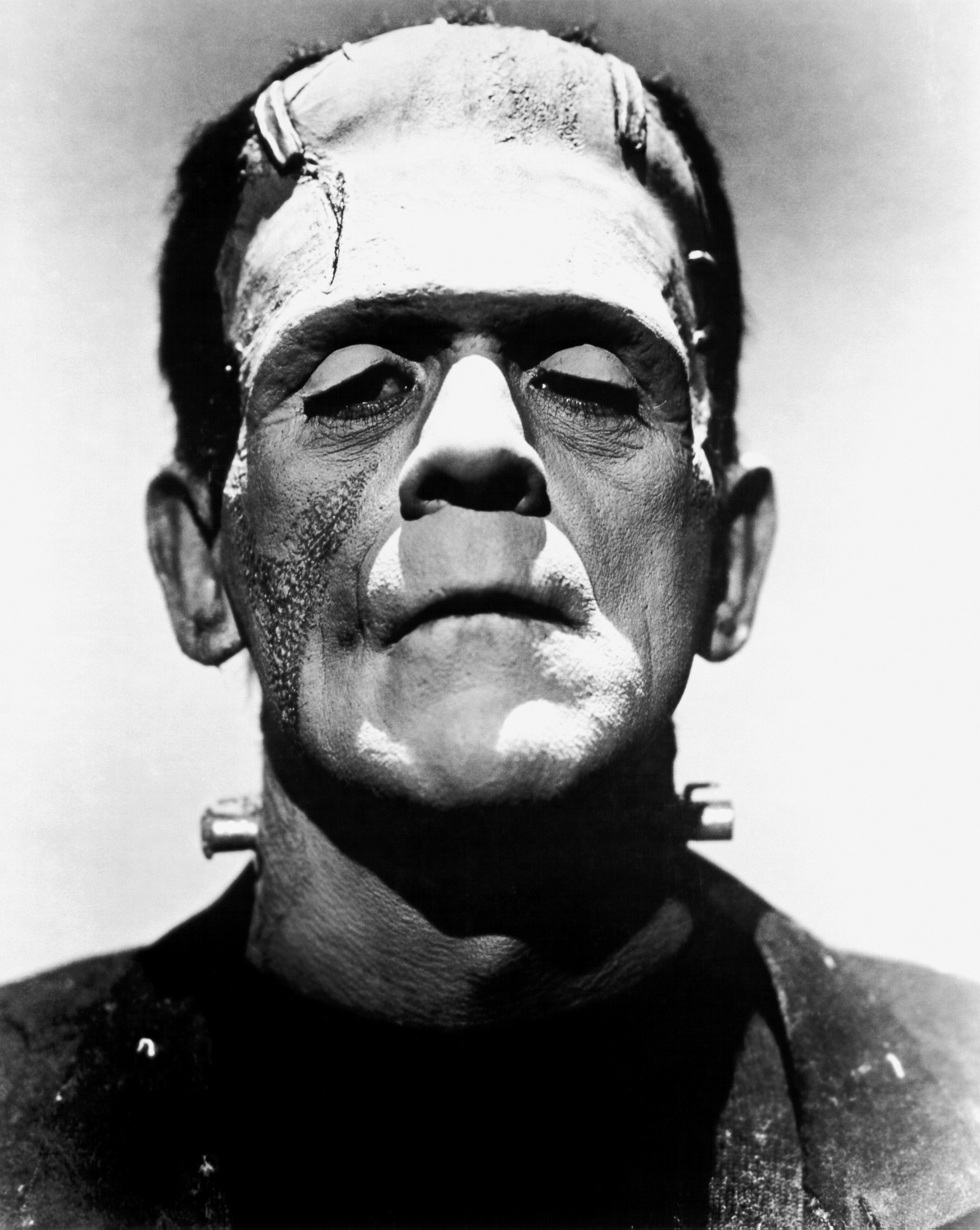
Karloff dans la La Fiancée de Frankenstein (1935).

Il incarne le monstre de Frankenstein dans deux suites, La Fiancée de Frankenstein (1935) et Le Fils de Frankenstein (1939) et retourne à plusieurs reprises au thème de Frankenstein, d'abord dans La Maison de Frankenstein (1944) où il interprète un rôle de savant fou tout en donnant la réplique à Glenn Strange qui avait repris le rôle de la créature et, plus tard, dans la série B Frankenstein contre l'homme invisible (1958) où il joue cette fois le personnage du docteur Frankenstein.
Il se fait aussi remarquer par ses talents d'acteur dramatique, notamment au théâtre dans la pièce Arsenic et Vieilles Dentelles de Joseph Kesselring. Il retrouve dans les années 1950 un certain succès avec le rôle du colonel March, sur le grand écran puis à la télévision. Un de ses derniers rôles, en 1966, est celui d'une grand-mère excentrique Mother Muffin dans la série Annie, agent très spécial, aux côtés de Robert Vaughn (Napoléon Solo) et Stefanie Powers. La même année, il joue également le rôle du Maharadjah de Karapur (Mr Singh) dans la deuxième saison des Mystères de l'Ouest (épisode 2, La Nuit du Cobra d'Or).
Il tourne dans environ 166 films qui, à l'en croire, ne lui ont apporté que peu de satisfactions en tant que comédien.

### Vie privée
Boris Karloff s'est marié cinq fois : en 1912 avec Olive de Wilton (actrice), en 1920 avec Montana Laurena Williams (musicienne), en 1924 avec Helene Vivian Soulee (danseuse), en 1930 avec Dorothy Stein (libraire) et en 1946 avec Evelyn Hope Helmore (éditrice de scénarios).

## Filmographie

### Année 1919
- 1919 : Par amour (The Lightning Raider) de George B. Seitz
- 1919 : The Masked Rider d' Aubrey M. Kennedy : un Mexicain au saloon
- 1919 : Sa Majesté Douglas (His Majesty, the American) de Joseph Henabery : l'espion
- 1919 : The Prince and Betty, de Robert Thornby : rôle indéterminé

### Années 1920

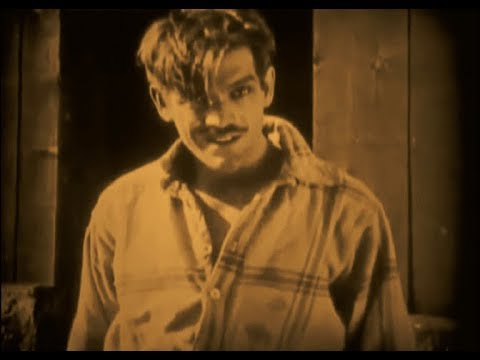
Dans L'Argent et l'honneur (1920).

- 1920 : L'Argent et l'honneur (The Deadlier Sex) de Robert Thornby : Jules Borney
- 1920 : Le Courage de Marge (The Courage of Marge O'Doone) de David Smith : Tavish
- 1920 : Le Dernier des Mohicans (The Last of the Mohicans) de Clarence Brown et Maurice Tourneur : un Indien
- 1921 : The Hope Diamond Mystery de Stuart Paton : le prêtre de de Kama-Sita / Dakar
- 1921 : L'Inexorable (Without Benefit of Clergy) de James Young : Ahmed Khan
- 1921 : Le Mystérieux cambrioleur (Cheated Hearts) d'Hobart Henley : Nei Hamid
- 1921 : Au bord du gouffre (The Cave Girl) de Joseph Franz : Baptiste
- 1922 : Nan of the North de Duke Worne : rôle indéterminé
- 1922 : The Infidel de James Young : le Nabob
- 1922 : The Man from Downing Street d'Edward José : le maharajah Jehan
- 1922 : The Altar Stairs de Lambert Hillyer : Hugo
- 1922 : The Woman Conquers de Tom Forman : Raoul Maris
- 1922 : Omar the Tentmaker de James Young : l'imam Mowaffak
- 1923 : Un gentilhomme d'Amérique (The Gentleman from America) de Edward Sedgwick : petit rôle
- 1923 : The Prisoner de Jack Conway : le prince Kapolski
- 1924 : The Hellion de Bruce M. Mitchell : le hors-la-loi
- 1924 : Riders of the Plains de Jacques Jaccard
- 1924 : Dynamite Dan (en) de Bruce M. Mitchell : Tony Garcia
- 1925 : Forbidden Cargo (en) de Tom Buckingham : Pietro Castillano
- 1925 : The Prairie Wife (en) d'Hugo Ballin :  Diego
- 1925 : Nuits parisiennes (Parisian Nights) d'Alfred Santell : Pierre
- 1925 : Lady Robinhood de Ralph Ince : Cabraza
- 1925 : La Frontière humaine (Never the Twain Shall Meet), de Maurice Tourneur : petit rôle
- 1925 : Perils of the Wild (en) de Francis Ford
- 1926 : Le Mécano de la Générale, avec Buster Keaton
- 1926 : The Greater Glory (en) de Curt Rehfeld : l'aiguiseur de ciseaux
- 1926 : Le Signal dans la nuit de Lynn Reynolds et Clifford Smith : un voleur
- 1926 : L'Honneur de son fils (Her Honor, the Governor) de Chester Withey : Snipe Collins
- 1926 : The Bells de James Young : le magnétiseur
- 1926 : The Golden Web (en) : Dave Sinclair
- 1926 : Flames (en) de Lewis H. Moomaw : Blackie Blanchette
- 1926 : Le Corsaire masqué (The Eagle of the Sea), de Frank Lloyd : un pirate
- 1926 : The Nickel-Hopper de F. Richard Jones : Masher du salon de danse
- 1926 : Flaming Fury (en) de James Patrick Hogan : Gaspard
- 1926 : Vaincre ou mourir (Old Ironsides) de James Cruze : un garde sarrasin
- 1926 : Valencia (en) de Dimitri Buchowetzki : Bit
- 1927 : Quelle averse ! d'Edward F. Cline : Crook
- 1927 : The Princess from Hoboken (en) d'Allen Dale : Pavel
- 1927 : Tarzan and the Golden Lion de J. P. McGowan : Owaza
- 1927 : The Meddlin' Stranger, de Richard Thorpe : Al Meggs
- 1927 : The Phantom Buster (en) de William Bertram : Ramon
- 1927 : Soft Cushions d'Edward F. Cline : le chef des conspirateurs
- 1927 : Two Arabian Knights de Lewis Milestone : le commissaire de bord
- 1927 : The Love Mart de George Fitzmaurice : Fleming
- 1928 : Sharp Shooters de John G. Blystone : le propriétaire du café
- 1928 : The Vanishing Rider (en) de Ray Taylor : le truand
- 1928 : Vultures of the Sea, de Richard Thorpe : Grouchy
- 1928 : The Little Wild Girl de Frank S. Mattison : Maurice Kent
- 1929 : Burning the Wind (en) de Herbert Blaché et Henry MacRae : Pug Doran
- 1929 : The Fatal Warning, de Richard Thorpe : Mullins
- 1929 : The Devil's Chaplain (en) de Duke Worne : Boris
- 1929 : Two Sisters de Scott Pembroke : Cecil
- 1929 : Anne Against the World (en) de Duke Worne
- 1929 : The Phantom of the North (en) de Harry S. Webb : Jules Gregg
- 1929 : Behind That Curtain d'Irving Cummings : le valet de Beetham
- 1929 : The King of the Kongo, de Richard Thorpe : Scarface Macklin
- 1929 : Le Spectre vert (The Unholy Night) de Lionel Barrymore : Abdul, l'avocat

### Années 1930

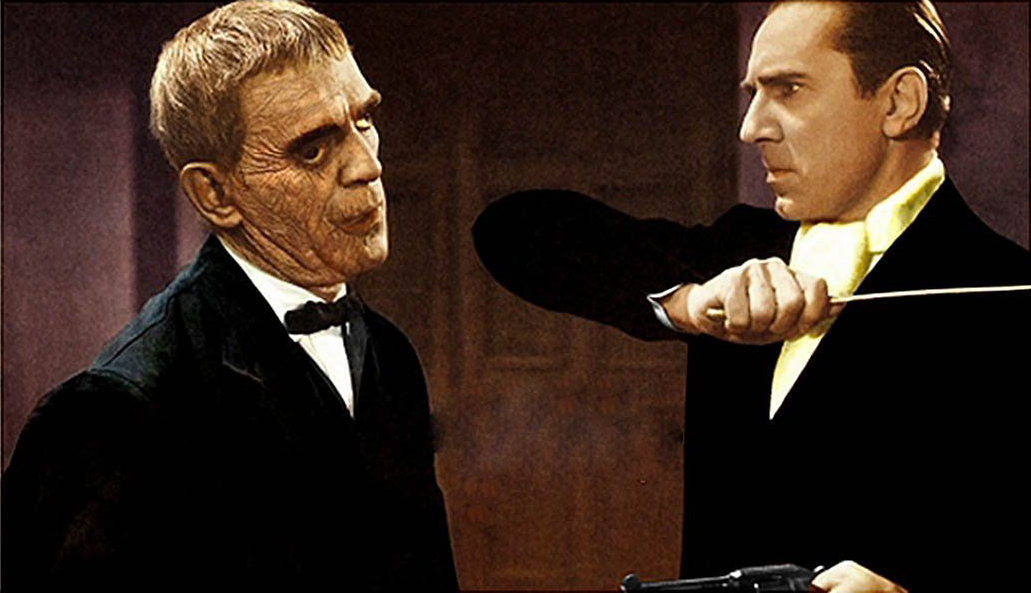
Boris Karloff et Bela Lugosi dans Le Corbeau (1935).

- 1930 : The Bad One de George Fitzmaurice : monsieur Gaston
- 1930 : Le Démon de la mer (The Sea Bat) de Lionel Barrymore et Wesley Ruggles : un Corse
- 1930 : The Utah Kid, de Richard Thorpe : l'homme de main Baxter
- 1931 : Le Code criminel (The Criminal Code) de Howard Hawks : Ned Galloway
- 1931 : Le Roi de la jungle (King of the Wild) de B. Reeves Eason et Richard Thorpe : Mustapha
- 1931 : Cracked Nuts d'Edward F. Cline : Boris, le premier révolutionnaire
- 1931 : The Vanishing Legion de Ford Beebe et B. Reeves Eason : (voix)
- 1931 : Son gosse (Young Donovan's Kid) de Fred Niblo : Cokey Joe
- 1931 : Le Beau Joueur (Smart Money) de Alfred E. Green : Sport Williams
- 1931 : The Public Defender de J. Walter Ruben : le professeur
- 1931 : I Like Your Nerve de William C. McGann : Luigi, majordome de Pacheco
- 1931 : Graft de Christy Cabanne : Joe Terry
- 1931 : Five Star Final de Mervyn LeRoy : le révérend T. Vernon Isopod
- 1931 : Le Passeport jaune (The Yellow Ticket) de Raoul Walsh : Orderly
- 1931 : Le Génie fou (The Mad Genius) de Michael Curtiz : le père de Fedor
- 1931 : The Guilty Generation de Rowland V. Lee : Tony Ricca
- 1931 : Frankenstein de James Whale : le monstre
- 1931 : Cette nuit ou jamais (Tonight or Never) de Mervyn LeRoy : le serveur
- 1932 : Le Visage masqué (Behind the Mask) de John Francis Dillon : Jim Henderson
- 1932 : Les Affaires et le Plaisir (Business and Pleasure) de David Butler : le sheik
- 1932 : Scarface de Howard Hawks : Gaffney
- 1932 : The Miracle Man de Norman Z. McLeod : Nikko
- 1932 : Cabaret de nuit (Night World) de Hobart Henley : 'Happy' MacDonald
- 1932 : Une soirée étrange (The Old Dark House) de James Whale : Morgan
- 1932 : Le Masque d'or (The Mask of Fu Manchu) de Charles Brabin : Dr Fu Manchu
- 1932 : La Momie (The Mummy) de Karl Freund : Im-ho-tep, alias Ardath Bey
- 1933 : Le Fantôme vivant (The Ghoul) de T. Hayes Hunter : le professeur Morlant
- 1934 : La Patrouille perdue (The Lost Patrol), de John Ford : Sanders
- 1934 : La Maison des Rothschild (The House of Rothschild) de Alfred L. Werker : le comte Ledrantz
- 1934 : Le Chat noir (The Black Cat) de Edgar George Ulmer : Hjalmar Poelzig
- 1934 : Gift of Gab (en) : un caméo
- 1935 : La Fiancée de Frankenstein (Bride of Frankenstein) de James Whale : le monstre
- 1935 : Le Corbeau (The Raven), de Lew Landers : Edmond Bateman
- 1935 : Le Baron Gregor (The Black Room) de Roy William Neill : le baron Gregor de Bergmann / Anton de Bergmann
- 1936 : Le Rayon invisible (The Invisible Ray) de Lambert Hillyer : Dr Janos Rukh
- 1936 : Le Mort qui marche (The Walking Dead) de Michael Curtiz : John Ellman
- 1936 : Juggernaut de Henry Edwards : Dr Victor Sartorius
- 1936 : Cerveaux de rechange (The Man Who Changed His Mind) ou The Man Who Lived Again de Robert Stevenson : Dr Laurience
- 1936 : Charlie Chan à l'Opéra (Charlie Chan at the Opera) de H. Bruce Humberstone : Gravelle
- 1937 : Alerte la nuit (Night Key) de Lloyd Corrigan : David Mallory
- 1937 : À l'est de Shanghaï (West of Shanghai) de John Farrow : le général Wu Yen Fang
- 1938 : The Invisible Menace de John Farrow : Mr Jevries, dit Dolman
- 1938 : Mr. Wong, Detective : James Lee Wong
- 1939 : L'Île du Diable (Devil's Island) : Dr Charles Gaudet
- 1939 : Le Fils de Frankenstein (Son of Frankenstein), de Rowland V. Lee : le monstre
- 1939 : Le Mystère de Mr Wong de William Nigh : James Lee Wong
- 1939 : Mr. Wong in Chinatown de William Nigh : James Lee Wong
- 1939 : Celui qui avait tué la mort (The Man They Could Not Hang) : Dr Henryk Savaard
- 1939 : La Tour de Londres (Tower of London), de Rowland V. Lee : Mord

### Années 1940

#### Cinéma
- 1940 : The Fatal Hour de William Nigh : James Lee Wong
- 1940 : British Intelligence Service (British Intelligence) de Terry O. Morse : Valdar, dit Karl Schiller
- 1940 : Vendredi 13 (Black Friday) d'Arthur Lubin : Dr Ernest Sovac)
- 1940 : L'Homme que j'ai ressuscité (The Man with Nine Lives) de Nick Grinde : Dr Leon Kravaal
- 1940 : La Malédiction (Doomed to Die) de William Nigh : James Lee Wong
- 1940 : Before I Hang, de Nick Grinde : Dr John Garth
- 1940 : Le Singe tueur (The Ape) de William Nigh : Dr Bernard Adrian
- 1940 : La Villa des piqués (You'll Find Out), de David Butler : le juge Spencer Mainwaring
- 1941 : The Devil Commands d'Edward Dmytryk : Dr Julian Blair
- 1942 : Le Château des loufoques (The Boogie Man Will Get You) de Lew Landers : le professeur Nathaniel Billings
- 1944 : La Passion du docteur Hohner (The Climax) de George Waggner : Dr Friedrich Hohner
- 1944 : La Maison de Frankenstein (House of Frankenstein) d'Erle C. Kenton : Dr Niemann
- 1945 : Le Récupérateur de cadavres (The body snatcher) de Robert Wise : le cocher John Gray
- 1945 : L'Île des morts (Isle of the Dead) de Mark Robson : le général Nikolas Pherides
- 1946 : Bedlam de Mark Robson : Me George Sims
- 1947 : La Vie secrète de Walter Mitty (The Secret Life of Walter Mitty) de Norman Z. McLeod : Dr Hugo Hollingshead
- 1947 : Des filles disparaissent (Lured) de Douglas Sirk : Charles van Druten
- 1947 : Les Conquérants d'un nouveau monde (Unconquered) de Cecil B. DeMille : le chef Guyasuta
- 1947 : Dick Tracy contre le gang (Dick Tracy Meets Gruesome) de John Rawlins : Gruesome
- 1948 : Le Sang de la terre (Taps Roots), de George Marshall : Tishomingo
- 1949 : Le Rossignol et l'Empereur de Chine (Cisaruv slavík) de Jiří Trnka et Miloš Makovec : le narrateur dans la version américaine (voix)
- 1949 : Deux Nigauds chez les tueurs (Abbott and Costello Meet the Killer, Boris Karloff) de Charles Barton : Swami Talpur

#### Théâtre
- 1941 à 1944 : Arsenic et vieilles dentelles de Joseph Kesselring, Fulton Theatre, Hudson Theatre
- 1948 : The Linden Tree de John Boynton Priestley, Music box theatre

### Années 1950

#### Cinéma
- 1951 : Le Château de la terreur (The Strange Door), de Joseph Pevney : Voltan
- 1952 : Le Mystère du Château noir (The Black Castle), de Nathan Juran : Dr Meissen
- 1953 : Deux nigauds contre le Dr Jekyll et Mr Hyde (Abbott and Costello Meet Dr Jekyll and Mr. Hyde), de Charles Lamont : Dr Henry Jekyll / Mr Hyde
- 1954 : Il Mostro dell'isola de Roberto Bianchi Montero : Don Gaetano
- 1954 : Sabaka de Frank Ferrin : le général Pollegar
- 1957 : Voodoo Island, de Reginald Le Borg : Phillip Knight
- 1958 : La Sépulture maudite (Grip of the Strangler) de Robert Day : James Rankin
- 1958 : Frankenstein contre l'homme invisible (Frankenstein - 1970) de Howard W. Koch : le baron Victor von Frankenstein
- 1958 : Corridors of Blood de Robert Day : Dr Thomas Bolton

#### Télévision
- 1951 : Tales of Tomorrow (série)
- 1954-1956 : Les Aventures du colonel March : le colonel Perceval March (série, 21 épisodes)
- 1955 : A Connecticut Yankee : le roi Arthur

#### Théâtre
- 1950 : Peter Pan, comédie musicale, musique Leonard Bernstein avec Jean Arthur

### Années 1960

#### Cinéma
- 1963 : Le Corbeau (The Raven), de Roger Corman : Dr Scarabus
- 1963 : L'Halluciné (The Terror), de Roger Corman : le baron Victor Frederick Von Leppe
- 1963 : Les Trois Visages de la peur (I Tre volti della paura), de Mario Bava : Gorca (segment The Wurdalak)
- 1964 : Le croque-mort s'en mêle (The Comedy of Terrors), de Jacques Tourneur : Amos Hinchley
- 1964 : Bikini Beach, de William Asher : le vendeur d'art
- 1965 : Le Messager du diable (Die, Monster, Die!), de Daniel Haller : Nahum Witley
- 1966 : The Ghost in the Invisible Bikini : le cadavre (Hiram Stokely)
- 1966 : The Daydreamer de Jules Bass : le rat (voix)
- 1967 : Minuit sur le grand canal (The Venetian Affair) : Dr Pierre Vaugiroud
- 1967 : La Créature invisible (The Sorcerers), de Michael Reeves : le professeur Marcus Monserrat
- 1968 : Macabre sérénade (House of Evil) : Matthias Morteval
- 1968 : Curse of the Crimson Altar : le professeur John Marshe
- 1968 : La Cible (Targets), de Peter Bogdanovich : Byron Orlok
- 1969 : Mad Monster Party? : le baron Boris von Frankenstein (voix)

#### Télévision
- 1960 : The Secret World of Eddie Hodges : le capitaine Crochet
- 1960 : Thriller : le présentateur
- 1962 : Le Procès Paradine (The Paradine Case) : le juge Lord Thomas Horfield
- 1966 : Le Grincheux qui voulait gâcher Noël (How the Grinch Stole Christmas!) : le narrateur / le Grincheux
- 1966 : Annie, agent très spécial (The Girl from U.N.C.L.E.), (série) - Saison 1 épisode 3 : la mère Muffin
- 1966 : Les Mystères de l'Ouest (The Wild Wild West), (série) - Saison 2 épisode 2, La Nuit du Cobra d'Or (The Night of the Golden Cobra), d'Irving J. Moore : Mr Singh

### Années 1970
Filmographie posthume
- 1970 : Le Collectionneur de cadavres (El Coleccionista de cadáveres), de Santos Alcover : Charles Badulescu
- 1971 : La muerte viviente de Jack Hill et Juan Ibáñez : Carl van Molder / Damballah
- 1971 : The Incredible Invasion de Jack Hill et Juan Ibáñez : le professeur John Mayer
- 1972 : Fear Chamber de Jack Hill et Juan Ibáñez : Dr Carl Mandel

## Distinctions et hommages

### Distinction
- Grammy Awards 1968 : Grammy Award du « Best Recording For Children » pour la chanson You're a Mean One, Mr. Grinch (en) dans l'émission spéciale animée Comment le Grinch a volé Noël ![4], bien que la voix du Grinch dans la chanson ait été en vérité doublée par l'acteur Thurl Ravenscroft[5].

### Hommages
- Pour l'ensemble de sa carrière, Boris Karloff reçoit le 8 février 1960 deux étoiles sur le Hollywood Walk of Fame, une au 1737 Vine Street pour son activité au cinéma, et une autre au 6664 Hollywood Boulevard pour son activité à la télévision[6].
- L'astéroïde (101383) Karloff a été nommé en son honneur.